# روفيسكالا (بافيا)
روفيسكالا (بالإيطالية: Rovescala)‏ هي بلدة تقع في مقاطعة بافيا بإقليم لومبارديا في شمال إيطاليا. تبلغ مساحة هذه المدينة 8.3 (كم²)، وترتفع عن سطح البحر م، بلغ عدد سكانها 957 نسمة في عام 2007 حسب إحصاء المعهد الوطني للإحصاء.

## السكان
في سنة 1861 بلغ عدد السكان 1٬642 نسمة، وتطور العدد ليصل في سنة 2011 لـ 917 نسمة.
يظهر هذا المخطط البياني تطور النمو السكاني لـ روفيسكالا (بافيا)